# Zofia Noceti-Klepacka
Zofia Teresa Noceti-Klepacka (ur. 26 kwietnia 1986 w Warszawie) – polska windsurferka, mistrzyni i dwukrotna wicemistrzyni świata w olimpijskiej klasie RS:X, brązowa medalistka XXX letnich Igrzysk Olimpijskich w Londynie, a także dziennikarka sportowa.

## Życiorys

### Kariera sportowa
Trzykrotna olimpijka. W 2004 startowała na Igrzyskach Olimpijskich w Atenach zajmując 12. miejsce w klasie Mistral, w Pekinie 2008 w klasie RS:X – 7. miejsce oraz w Londynie 2012 – zdobywając brązowy medal. W 2016 nie zakwalifikowała się do reprezentacji Polski na igrzyska w Rio de Janeiro (kwalifikację zdobyła Małgorzata Białecka), jednak w 2021 reprezentowała Polskę w klasie RS:X na Igrzyskach Olimpijskich w Tokio, gdzie zajęła 9. miejsce.
Czterokrotnie była mistrzynią świata w kategorii juniorek oraz młodzieżowej. Jej trenerem klubowym jest Witold Nerling, a opiekunem kadry – Paweł Kowalski. Zdobyła złoty medal mistrzostw świata seniorów w Portugalii w 2007 i srebrne w 2011 oraz 2012. Wielokrotna medalistka mistrzostw Europy w klasie RS:X.
Była reprezentantką klubu YKP Warszawa. 25 marca 2017 została zawodniczką Sailing Legia – sekcji żeglarskiej Legii Warszawa.

### Pozostałe przedsięwzięcia
W 2006 z Rafałem Poniedzielskim założyła Fundację „Hey Przygodo”, pomagającą potrzebującym, uzdolnionym dzieciom.
Była prowadzącą programu katolickiego TVP Raj.
Weszła w skład kolektywu DIIL Gang.
Została ambasadorem zorganizowanych w Krakowie Światowych Dni Młodzieży 2016.
Wystąpiła w teledysku do piosenki Karata NM „Grzechy sodomskie” (2019).
Od sierpnia 2024 jest dziennikarką sportową Telewizji Republika. Na antenie tej stacji prowadzi m.in. program Rozmowa z mistrzem, w którym rozmawia z osobami, którym udało się osiągnąć sportowy sukces, a także przybliża widzom ich dyscypliny. 

### Życie prywatne
Wychowała się w Warszawie, w jednej z kamienic przy ulicy Marszałkowskiej. Od dzieciństwa kibicuje Legii Warszawa, na której stadion zabrał ją ojciec.
W 2009 poślubiła argentyńskiego żeglarza sportowego Lucia Nocetiego, z którym ma syna Mariano (ur. 2009). Ze związku z Michałem Paterem ma córkę Marię (ur. 2013).
Mieszka w podwarszawskiej Zielonce.

### Kontrowersje
W lutym 2019 na jednym z portali społecznościowych skrytykowała prezydenta Warszawy Rafała Trzaskowskiego i podpisaną przez niego deklarację LGBT+. Wypowiedź Klepackiej, która dotyczyła osób LGBT+ i powstania warszawskiego, została uznana za homofobiczną. Krytycznie do niej odniosła się uczestniczka powstania warszawskiego Wanda Traczyk-Stawska. Powstały konflikt zwrócił uwagę środowiska LGBT, kibiców i sportowców.
Na przełomie maja i czerwca 2019 kontrowersje wywołała decyzja o przyznaniu Klepackiej honorowego członkostwa w Światowym Związku Żołnierzy Armii Krajowej przez prezesa Zarządu Okręgu Warszawa-Wschód, z uzasadnieniem „za działalność na rzecz popularyzacji sportu i głoszenie wartości patriotycznych”. W dniu wręczenia jej tego tytułu – 3 czerwca 2019 – Zarząd Główny tego związku opublikował informację, że decyzja lokalnego oddziału zapadła z rażącym naruszeniem statutu i wskutek tego jest ona nieważna. Zdaniem Okręgu Warszawa Wschód, otrzymała jedynie wyróżnienie od nich jako jednej z jednostek organizacyjnych związku w postaci tytułu członka honorowego Okręgu Warszawa-Wschód ŚZŻAK, a od Zarządu Głównego Związku – Odznakę Honorową za Zasługi.
Klip „Grzechy sodomskie”, w którym wystąpiła, wywołał ogólnopolskie kontrowersje i po kilkunastu godzinach od premiery został wycofany z serwisu YouTube ze względu na „szerzenie nienawiści”.
W 2024 Prokuratura Okręgowa Warszawa-Praga skierowała do sądu akt oskarżenia przeciwko Klepackiej, w którym postawiono jej zarzut oszustwa w związku z próbą niezgodnego z prawem przejęcia nieruchomości w centrum Warszawy.

## Odznaczenia i wyróżnienia
- Złoty Krzyż Zasługi – 2013 (za osiągnięcia sportowe i działalność na rzecz rozwoju i upowszechniania sportu)[38][39]
- Medal Świętego Brata Alberta za rok 2017[40]
- Osobowość Roku Telewizji Republika za rok 2019[41]
- Odznaka Honorowa za Zasługi dla ŚZŻAK – 6 maja 2019[33]